# Anolis boettgeri
Anolis boettgeri (аноліс Беттгера) — вид ігуаноподібних ящірок родини анолісових (Dactyloidae). Ендемік Перу. Вид названий на честь перуанського натураліста Енріке Беттгера.

## Поширення і екологія
Аноліси Беттгера відомі з кількох місцевостей, розташованих в перуанському регіоні Паско, зокрема в Національному парку Яначага-Чемільєн. Вони живуть в гірських хмарних лісах, трапляються на плантаціях і в садах, на висоті 1600 м над рівнем моря.